# Alexandre Tennevin
Pour les articles homonymes, voir Tennevin.
Alexandre Eugène Tennevin, né le 5 décembre 1848 à Paris et mort 7 juin 1908 dans le 20e arrondissement de Paris dans cette même ville, est un typographe, journaliste et militant anarchiste français.

## Biographie
Engagé dans la marine de guerre après son baccalauréat, il en est cependant expulsé après une condamnation pour vente d'effets militaires dont il purge la peine dans les bataillons d'Afrique.
De retour à Paris au début des années 1880, il participe à l'activité des groupes informels socialistes et révolutionnaires. Il entame aussi une carrière de journaliste.
En 1885, il se rapproche des milieux anarchistes, et fonde la Ligue des antipatriotes, et collabore à plusieurs publications anarchistes de tendance individualiste.
Il crée ensuite le Cercle anarchiste international, en novembre 1888, qui devient le lieu de rencontre de la plupart des militants anarchistes parisiens. Il fréquente alors les principales figures anarchistes françaises, notamment Émile Pouget et Louise Michel, et intervient pour animer le congrès anarchiste international de Paris en septembre 1889. En mai 1890, il est arrêté pour sa participation à l'action du 1er mai à Vienne, lors de laquelle les ouvriers avaient réclamé l'expropriation des patrons. Il suit les réunions de groupes anarchistes parisien dont celles de La Panthère des Batignolles. 
Condamné, il s'installe à Limoges après sa libération, et y milite encore dans un groupe anarchiste local. De retour à Paris à la fin des années 1890, il participe au journal de Sébastien Faure, Le Journal du Peuple.
En 1908, il est embauché comme administrateur de l'imprimerie de la CGT, mais il est très vite dépassé par la tâche et se retrouve licencié. Il meurt quelques semaines plus tard d'un cancer.

## Notices
- Dictionnaire biographique, mouvement ouvrier, mouvement social : notice biographique.
- Dictionnaire des anarchistes, « Le Maitron » : notice biographique.
- René Bianco, 100 ans de presse anarchiste : notice.